# Brett Halliday
Pour les articles homonymes, voir Halliday.
Brett Halliday, pseudonyme de Davis Dresser, né le 31 juillet 1904 à Chicago, et mort le 4 janvier 1977, est un écrivain américain, auteur de roman policier, dont la série du détective privé Michael Shayne, héros souvent nommé familièrement Mike Shayne. Il a également signé sous les pseudonymes Asa Baker, Matthew Blood, Kathryn Culver, Don Davis, Hal Debrett, Anthony Scott, Peter Field et Anderson Wayne de nombreux récits de littérature populaire.

## Biographie
En 1910, il quitte Chicago où il est né et passe son enfance et sa jeunesse dans un ranch du Texas. Pendant la pose de barbelés sur la propriété, un accident malencontreux lui fait perdre un œil. Quelques années plus tard, il ment sur son âge pour s'engager dans la cavalerie américaine. Aux côtés du général Pershing, il combat les armées de Pancho Villa. Quinze mois plus tard, son mensonge est révélé et il renvoyé. Après avoir exercé divers petits emplois, il entreprend des études et devient ingénieur en travaux publics. La Grande Dépression économique de 1929 lui fait perdre son emploi. Après avoir été un temps chômeur, il devient plongeur dans un restaurant., mais démissionne bientôt pour participer à un concours des éditions Dodd, Meat & Co. qu'il ne remporte pas. Pendant trois ans, il écrit sans succès, puis parvient enfin à obtenir un premier contrat de publication. Sous divers pseudonymes, il fait alors paraître des nouvelles dans des pulps, abordant presque tous les genres de la littérature populaire : récit policier, roman d'amour, western, récit d'aventures.
En 1935, il rédige le manuscrit de La mort fait vivre (Dividend on Death), première enquête de son héros récurrent, le détective Mike Shayne. Le roman, refusé par une vingtaine d'éditeurs, n'est finalement publié qu'en 1939, mais c'est le deuxième roman de la série Impair, passe et mort (The Private Practice of Michael Shayne) qui rencontre un immense succès et détermine l'écriture des aventures de ce personnage très célèbre en son temps aux États-Unis qui compte une trentaine de romans et de nombreuses nouvelles. En 1958, las de son héros, l'auteur a recours à des nègres littéraires pour poursuivre la série. Dans Je n’ai pas tué Elsie (She Woke to Darkness, 1954), l'auteur se met lui-même en scène et, accusé de meurtre, appelle Mike Shayne pour le tirer d'affaire.
Hollywood s'est emparé de Michael Shayne (en) pour une série de douze films où le détective est incarné, entre 1941 et 1942, par Lloyd Nolan, puis par Hugh Beaumont. Seul le premier film de la série avec Lloyd Nolan, Michael Shayne, Private Detective (1940) est une adaptation d'un roman original, soit Impair, passe et mort (The Private Practice of Michael Shayne). Trois romans sont repris sur les cinq films avec Beaumont. Le personnage de Mike Shayne a également été repris dans un feuilleton radiophonique et la série télévisée Michael Shayne (1960-1961) en 32 épisodes de 60 minutes. À la télévision, Shayne est interprété par Richard Denning.
Davis Dresser est l'un des membres fondateurs de l'association des Mystery Writers of America. Entre 1946 et 1961, il a été l'époux de l'auteur de roman policier Helen McCloy avec qui il a fondé une agence littéraire en 1953.

## Œuvre

### Romans

#### Série policièreMike Shayne
- Dividend on Death (1939) Publié en français sous le titre La mort fait vivre, Paris, Ditis, J’ai lu. Policier no 64, 1968
- The Private Practice of Michael Shayne (1940) Publié en français sous le titre Impair, passe et mort, Paris, Ditis, J’ai lu. Policier no 68, 1968
- The Uncomplaining Corpses (1940) Publié en français sous le titre C’est mort et ça ne sait pas, Paris, Ditis, J’ai lu. Policier no 72, 1968
- Tickets for Death (1941) ePublié en français sous le titre Chienne de mort, Paris, Ditis, J’ai lu. Policier no 76, 1968
- Bodies are Where You Find Them (1941) Publié en français sous le titre Les morts ont la bougeotte, Paris, Ditis, J’ai lu. Policier no 78, 1968
- The Corpse Came Calling ou The Case of the Walking Corpse (1942) Publié en français sous le titre Mieux vaut mort que jamais, Paris, Ditis, J’ai lu. Policier no 82, 1968
- Murder Wears a Mummer's Mask ou In a Deadly Vein (1943)
- Blood on the Black Market ou Heads You Lose (1943) Publié en français sous le titre La mort fait le plein, Paris, Ditis, J’ai lu. Policier no 86, 1969
- Michael Shayne's Long Chance (1944) Publié en français sous le titre Il y a de la mort au balcon, Paris, Ditis, J’ai lu. Policier no 90, 1969
- Dead Man's Diary ou A Taste For Cognac (1944)
- Murder and the Married Virgin (1944) Publié en français sous le titre Coup de collier pour la mort, Paris, Ditis, J’ai lu. Policier no 94, 1969
- Murder is My Business (1945)
- Marked for Murder (1945) Publié en français sous le titre La mort préfère les blondes, Paris, Ditis, J’ai lu. Policier no 98, 1969
- Blood on Biscayne Bay (1946) Publié en français sous le titre Mike connaît la musique, Paris, Nicholson & Watson, La Tour de Londres no 45, 1950
- Counterfeit Wife (1947) Publié en français sous le titre Gin et Laudanum, Paris, Nicholson & Watson, La Tour de Londres no 33, 1949
- Blood on the Stars ou Murder is a Habit (1948)
- A Taste for Violence (1949)
- Call for Michael Shayne (1949)
- This is It, Michael Shayne (1950)
- Framed in Blood (1951)
- When Dorinda Dances (1951)
- What Really Happened (1952) Publié en français sous le titre La Vérité sur Wanda, Paris, Fayard, L'Aventure criminelle no 18, 1957
- One Night with Nora ou The Lady Came By Night (1953) Publié en français sous le titre Une nuit avec Nora, Paris, Fayard, L'Aventure criminelle no 10, 1957
- She Woke to Darkness (1954) Publié en français sous le titre Je n’ai pas tué Elsie, Paris, Fayard, L'Aventure criminelle no 46, 1958 ; réédition, Paris, Librairie des Champs-Élysées, Club des Masques no 287, 1976
- Death Has Three Lives (1955)
- Stranger in Town (1955) Publié en français sous le titre En confessant Amy, Joan ou Marion, Paris, Fayard, L'Aventure criminelle no 60, 1959
- The Blonde Cried Murder (1956) Publié en français sous le titre Une heure avec Barbara, Paris, Fayard, L'Aventure criminelle no 25, 1958 ; réédition, Paris, Librairie des Champs-Élysées, Club des Masques no 264, 1976
- Weep for a Blonde (1957) Publié en français sous le titre En souvenir de Phyllis, Paris, Fayard, L'Aventure criminelle no 38, 1958
- Shoot the Works (1957)
- Murder and the Wanton Bride (1958) Il s’agit du dernier titre écrit par Dresser. Les suivants seront rédigés par des nègres littéraires.
- Fit to Kill (1958)
- Date with a Dead Man (1959) Publié en français sous le titre Pas de rendez-vous pour Béatrice, Paris, Fayard, L'Aventure criminelle no 77, 1960
- Target: Michael Shayne (1959)
- Die Like a Dog (1959)
- Murder Takes no Holiday (1960)
- Dolls are Deadly (1960)
- The Homicidal Virgin (1960) Publié en français sous le titre Capable de tout, Paris, Presses de la Cité, Un mystère no 592, 1961
- Killers from the Keys (1961)
- Murder in Haste (1961)
- The Careless Corpse (1961)
- Pay-Off in Blood (1962) Publié en français sous le titre Contrechant, Paris, Presses de la Cité, Un mystère no 654, 1963
- Murder by Proxy (1962) Publié en français sous le titre Délit conjugal, Paris, Presses de la Cité, Un mystère no 665, 1963
- Never Kill a Client (1962)
- Too Friendly, Too Dead (1962)
- The Corpse That Never Was (1963)
- The Body Came Back (1963)
- A Redhead for Michael Shayne (1964)
- Shoot to Kill (1964)
- Michael Shayne's 50th Case (1964)
- The Violent World of Michael Shayne (1965)
- Nice Fillies Finish Last (1965)
- Murder Spins the Wheel (1966)
- Armed...Dangerous... (1966)
- Mermaid on the Rocks (1967)
- Guilty as Hell (1967)
- So Lush, So Deadly (1968)
- Violence is Golden (1968)
- Lady, Be Bad (1969)
- Six Seconds to Kill (1970)
- Fourth Down to Death (1970)
- Count Backwards to Zero (1971)
- I Come to Kill You (1971)
- Caught Dead (1972)
- Kill All the Young Girls (1973)
- Blue Murder (1973)
- Last Seen Hitchhiking (1974)
- At the Point of a .38 (1974)
- Million Dollar Handle (1976)
- Win Some, Lose Some (1976)

#### Romans signés Davis Dresser
- Let’s Laugh at Love (1937)
- Romance for Julie (1938)
- Death Rides the Pecos (1940)
- The Hangman of Sleepy Valley (1940)
- Gunsmoke on the Mesa (1941)
- Lynch-Rope Law (1941)
- Murder on the Mesa (1943)

#### Romans signés Kathryn Culver
- Love Is a Masquerade (1935)
- Too Smart for Love (1937)
- Million Dollar Madness (1937)
- Green Path to the Moon (1938)
- Once to Every Woman (1938)
- Girl Alone (1939)

#### Romans signés Don Davis
- Return of the Rio Kid (1940)
- Death on Teasure Trail (1940)
- Rio Kid Justice (1941)
- Two-Gun Rio Kid (1941)

#### Romans signés Anthony Scott
- Mardi Gras Madness (1934)
- Test of Virtue (1934)
- Ten Toes Up (1935)
- Virgin’s Holiday (1935)
- Stolen Sins (1936)
- Ladies of Chance (1936)
- Satan Rides the Night (1938)
- Temptation (1938)

#### Romans signés Asa Baker
- Mum's The Word For Murder (1938)
- The Kissed Corpse (1939)

#### Romans signés Hal Debrett
- Before I Wake (1949)
- A Lonely Way to Die (1954)

#### Romans signés Matthew Blood
- The Avenger (1959)
- Death is a Lovely Dame (1959)

#### Roman signé Anderson Wayne
- Charlie Dell (1952) Publié en français sous le titre Moi, le mari, Paris, Presses de la Cité, « Collection Bleue », 1952

### Recueils de nouvelles

#### SérieMike Shayne
- Dead Man's Diary and Dinner at Dupree's (1945)
- Michael Shayne's Triple Mytery (1948)
- Murder in Miami (1959)
- Mike Shayne's Torrid Twelve (1961)

#### Autres recueils de nouvelles
- Dangerous Dames (1955), recueil collectif avec, notamment, Frank Gruber et Harold Q. Masur

### Nouvelles

#### SérieMike Shayne
- Death Goes to the Post (1943)
- The Death Don’t Cry (1943)
- Don’t Fence Me Out (1945)
- Murder Takes a Ride (1946)
- The Naked Frame (1953)
- Not – Tonight - Danger ou Death Man Code (1954) Publié en français sous le titre Pas ce soir, Danger, Paris, Opta, Mystère magazine no 125, juin 1958
- The Reluctant Client (1955)
- Bring Back a Corpse (1956)
- The Body Went to Bed (1956)
- Mark Me for Murder (1956)
- Blood on a Iron Nude (1957)
- One Death Too Many (1957)
- The Twisted Mind (1957)
- Lilies for the Bride (1957)
- Diamonds for a Lady (1958)
- Target: Mike Shayne (1959), reprise sous forme de roman au titre éponyme
- Keep Me Out of the Morgue (1959)
- Bury Me Not (1959)
- Bullet for a Blonde (1960)
- Odds on Murder (1960)
- A Case for Michael Shayne (1960)
- The Debt of Death (1960)
- Murder on Jungle Key (1960)
- Blood of an Orange (1960)
- The Homicidal Virgin (1960), reprise sous forme de roman au titre éponyme
- The Civil War of Michael Shayne (1961)
- Not Enough Clues (1962)
- The Friendly Corpse (1962), reprise sous forme de roman au titre éponyme
- The Guilty Bystander (1962)
- Miracle or Murder (1962)
- The Girl Cried Murder (1962)
- The Fourth Man (1963)
- Gallows Highway (1963)
- Death of a Dead Man (1963)
- The Dangerous Secret (1963)
- The Milk Run Murder (1964)
- Drink Up - and Die! (1964)
- Scream in the Night (1964)
- A Matter of Courage (1964)
- A Redhead for Mike Shayne (1964)
- String of Pearls (1965)
- Inside Job (1965)
- The Unnecessary Murder (1965)
- In the Shadows (1966)
- The Good Citizen (1966)
- Hustle Death (1967)
- Key to a Killer (1968)
- Death Trap (1968)
- Detail of Death (1968)
- The Lady Who Kissed and Killed (1968)
- Death Is My Mistress (1968)
- Spirit of Evil (1968)
- Deadly Conscience (1968)
- Deal Me Out of the Morgue (1968)
- Rich Man’s Blood (1969)
- Murder Is My Accomplice (1969)
- The Night Was Made for Murder (1969)
- Cause for Murder (1969)
- Youth Is for Dying (1969)
- Murder-Go-Round (1969)
- Killer of the ’Glades (1969)
- A Wild Young Corpse (1970)
- Twas the Night Before Murder (1970)
- The Lobster War (1970)
- The Name of the Game Is Murder (1970)
- Dead Man’s Heritage (1970)
- Death Walks Here (1970)
- This Key Unlocks Coffins (1970)
- Yacht Trip to Death (1971)
- The Postman Brought Murder (1971)
- Shadow of Fear (1972)
- Sweet Dreams—of Death (1972)
- Danger - Michael Shayne at Work (1972)
- Kill Mike Shayne! (1972)
- The Harmless Killer (1973)
- Murder at Dondo Beach (1973)
- Shortcut to Murder (1973)
- Blue Murder (1973)
- The Yellow Dog Murder Case (1973)
- The Las Vegas Courier (1973)
- Murder in My Family (1974)
- The Very Reluctant Corpse (1974)
- A Perfect Woman to Murder (1974)
- Who Killed Baby Sister? (1974)
- Death Rides the Black Market (1974)
- The Murder of a Ghost (1974)
- The City of Brotherly Death (1975)
- The Casual Killers (1975)
- The Rich Die, Too (1975)
- The Case of the Reluctant Millionaire (1975)
- Murder at Random (1975)
- The Bleeding Shadows (1976)
- The Corpse that Walked Away (1976)
- Crime Without Punishment (1976)
- Murder Most Fair (1976)
- A Climate for Murder (1976)
- Death Is Where You Find It (1976)
- Redhead at Large ou The Ded Do Care (1976)
- Murder Maker (1977)
- Target - Mike Shayne (1977)
- The Verdict Was Murder (1977)
- The Violent Ones (1977)
- Music for Murder (1977) Publié en français sous le titre Meurtre en musique, dans Meurtres pour de vrai, Paris, Gallimard, Série Noire no 2344, 1994
- The Stolen Jewels Caper (1977)
- A Lady for Killing (1977)
- Hot Ice, Cold Death (1977)
- It Had to Be Murder (1977)
- A Pattern for Terror (1978)
- Night of the White Hunter (1978)
- Diamonds are Deadly (1980)

#### Autres nouvelles signées Brett Halliday
- Pieces of Silver (1938) Publié en français sous le titre Dollars d’argent, Paris, Opta, Mystère magazine no 21, octobre 1949 ; réédition Histoires préférées du Maître ès Crimes, Paris, Pocket no 1819, 1981 Publié en français dans une autre traduction sous le titre Les Pièces d’argent, dans Histoires à ne pas lire la nuit, Paris, Le Livre de poche no 1983, 1966
- Human Interest Stuff (1938) Publié en français et signé Brett Halliday sous le titre Un document humain, Paris, Opta, Mystère magazine no 8, août 1948 ; réédition dans Anthologie de la littérature policière, Paris, Ramsay, 1980 ; réédition, Paris, Librio no 273, 1999
- Big Shot (1938) Publié en français sous le titre Un as, Paris, Opta, Mystère magazine no 41, juin 1951 Publié en français et signé Brett Halliday sous le titre Un type fortiche, dans Histoires d’arnaqueurs, Paris, Pocket no 3224, 1989
- Extradition (1948) Publié en français sous le titre Extradition, Paris, Opta, Mystère magazine no 59, décembre 1952 ; réédition Histoires de machinations, Paris, Pocket no 3232, 1989
- Murder Before Midnight (1950)
- You Killed Elizabeth (1954), nouvelle reprise en 1960 dans un recueil collectif éponyme
- Who Shot the Duke? (1956)
- Second Honeymoon (1959) Publié en français sous le titre Leona est morte, Paris, Opta, Mystère magazine no 144, janvier 1960
- And of Horror (1966)
- The Girl with the Frightened Eyes (1969)
- The Thousand Flowers Murder Case (1970)
- Snatch a Dead Man (1973)
- Timetable for Terror (1973)
- You Can Beat a Frame (1976)
- Mexican Payoff (1977)

#### Signées Davis Dresser
- Women are Poison (1936)
- Bridge is so Relaxing (1944)

#### Signées Peter Field
- Guns from Powder Valley (1941)
- Powder Valley Pay-Off (1941)
- Trail South from Powder Valley (1942)
- Powder Valley Vengeance (1943)
- Death Rides the Night (1943)
- Powder Valley Pay-Off (1944)
- Midnight Round-Up (1944)
- The Smoking Iron (1944)
- The Road of Laramie (1945)

## Adaptations

### Au cinéma

#### Films de la20th Century Foxavec Lloyd Nolan
- 1940 : Michael Shayne, Private Detective, film américain d'Eugene Forde, d'après le roman Impair, passe et mort (The Private Practice of Michael Shayne), avec Lloyd Nolan et Marjorie Weaver
- 1941 : Sleepers West, film américain d'Eugene Forde, d'après le roman Sleeper's East de Frederick Nebel et le personnage de Michael Shayne, avec Lloyd Nolan, Lynn Bari et Mary Beth Hughes
- 1941 : Dressed to Kill, film américain d'Eugene Forde, d'après le roman The Dead Take No Bows de Richard Burke, avec Lloyd Nolan, Sheila Ryan et Mary Beth Hughes
- 1942 : Blue, White and Perfect, film américain d'Herbert I. Leeds, d'après le personnage de Michael Shayne, avec Lloyd Nolan, Helene Reynolds et Mary Beth Hughes
- 1942 : The Man Who Wouldn't Die, film américain d'Herbert I. Leeds, d'après le roman Pas de bière pour le cadavre (No Coffin for the Corpse) de Clayton Rawson, avec Lloyd Nolan, Marjorie Weaver et Helene Reynolds
- 1942 : Just Off Broadway, film américain d'Herbert I. Leeds, d'après le personnage de Michael Shayne, avec Lloyd Nolan, Marjorie Weaver, Phil Silvers et Janis Carter
- 1942 : Time to Kill, film américain d'Herbert I. Leeds, d'après le roman La Grande Fenêtre (The High Window) de Raymond Chandler, avec Lloyd Nolan, Heather Angel, Doris Merrick et Ralph Byrd

#### Films de laProducers Releasing Corporationavec Hugh Beaumont
- 1946 : Murder Is My Business, film américain de Sam Newfield, d'après le roman C’est mort et ça ne sait pas (The Uncomplaining Corpse), avec Hugh Beaumont et Cheryl Walker
- 1946 : Larceny in Her Heart, film américain de Sam Newfield, d'après le personnage de Michael Shayne, avec Hugh Beaumont et Cheryl Walker
- 1946 : Blonde for a Day, film américain de Sam Newfield, d'après le personnage de Michael Shayne, avec Hugh Beaumont et Kathryn Adams
- 1947 : Three on a Ticket, film américain de Sam Newfield, d'après le roman Vaut mieux mort que jamais (The Corpse Came Calling), avec Hugh Beaumont et Cheryl Walker
- 1947 : Too Many Winners, film américain de William Beaudine, d'après le roman Chienne de mort (Tickets for Death), avec Hugh Beaumont et Trudy Marshall

#### Autres adaptations
- 1954 : Before I Wake, film américain d'Albert S. Rogell, d'après le roman éponyme publié en 1953 sous le pseudonyme Hal Debrett, avec Mona Freeman et Jean Kent
- 1955 : Trois meurtres (en) (Three Cases of Murder), film à sketches de Wendy Toye, David Eady et George More O'Ferrall, avec John Gregson et Elizabeth Sellars dans le segment You Killed Elizabeth, tirée de la nouvelle éponyme publiée en 1954
- 2005 : Kiss Kiss Bang Bang, film américain de Shane Black, d'après le roman Les morts ont la bougeotte (Bodies Are Where You Find Them)[1], avec Robert Downey Jr. et Val Kilmer

### A la télévision
- 1959 : Alfred Hitchcock présente, épisode A Personal Matter d'après la nouvelle éponyme
- 1960 – 1961 : Mike Shayne, série télévisée américaine réalisée d'après le personnage de Mike Shayne, avec Richard Denning

## Sources
- Claude Mesplède (dir.), Dictionnaire des littératures policières, vol. 1 : A - I, Nantes, Joseph K, coll. « Temps noir », 2007, 1054 p. (ISBN 978-2-910686-44-4, OCLC 315873251), p. 918-919 (Brett Halliday).
- Claude Mesplède (dir.), Dictionnaire des littératures policières, vol. 2 : J - Z, Nantes, Joseph K, coll. « Temps noir », 2007, 1086 p. (ISBN 978-2-910686-45-1, OCLC 315873361), p. 764-765 (Mike Shayne).
- (en) John M. Reilly (Ed.), Twentieth-century crime and mystery writers, New York, St. Martin's Press, coll. « Twentieth-century writers of the English language », 1982 (réimpr. 1991), 2e éd., 1568 p. (ISBN 978-0-312-82417-4, OCLC 6688156), p. 413-415.